# Фиялек, Ян
Ян Непомуцен Фиялек (пол. Jan Nepomucen Fijałek; 8 мая 1864, д. Погвиздов около м. Бохня, Польша — 19 октября 1936) — польский историк, доктор теологии (1891), профессор (1899), ректор Львовского университета. (1903—1904), член Польскай АН (1919), почётный доктор Виленского университета (1932).

## Биография
Окончил начальную школу в м. Бохня, затем учился в Краковской гимназии св. Анны. Продолжил образование в духовной семинарии в Тарнове.
С 1887 года — ксёндз. Окончил Папский лицей св. Аполлинария в Риме и Григорианский папский университет (1889). Во время учёбы в Риме работал в Ватиканских архивах палеографом-архивистом.
Завершил образование в Ягеллонском университете в Кракове, где в 1891 получил учёную степень доктора теологии.
С 1896 года преподавал историю церкви в Львовском университете.
С октября 1901 года — декан теологического факультета Ян Фиялек отказался принимать от абитуриентов родословные на украинском языке. Эти и другие притеснения украинского в университете привели к так называемой «сецессии» украинских студентов из Львовского университета в декабре 1901 года. Всего к концу 1901 университет покинули 583 украинских студента. Теологический факультет оставило 215 студентов, после чего обучение на нём в зимнем семестре 1901/1092 годов продолжало только 85 человек.
В 1903—1904 годах — ректор Львовского университета.
Изучал средневековую историю Польши и ВКЛ, историю культуры, канонического права.
Подготовил к изданию сборник латинских грамот «Кодекс дипломатический кафедры Виленской и диоцезии» «Kodeks dyplomatyczny katedry i diecezji wileńskiej = Codex diplomaticus ecclesiae cathedralis necnon Dioeceseos Vilnensis». T. 1 (1387—1507). — Krakow, 1932).